# Gratiot (Ohio)
Gratiot és una població dels Estats Units a l'estat d'Ohio. Segons el cens del 2000 tenia 187 habitants.

## Demografia
Segons el cens del 2000, Gratiot tenia 187 habitants, 77 habitatges, i 50 famílies. La densitat de població era de 601,7 habitants per km².
Dels 77 habitatges en un 29,9% hi vivien nens de menys de 18 anys, en un 51,9% hi vivien parelles casades, en un 11,7% dones solteres, i en un 33,8% no eren unitats familiars. En el 28,6% dels habitatges hi vivien persones soles l'11,7% de les quals corresponia a persones de 65 anys o més que vivien soles. El nombre mitjà de persones vivint en cada habitatge era de 2,43 i el nombre mitjà de persones que vivien en cada família era de 3,04.
Per edats la població es repartia de la següent manera: un 27,3% tenia menys de 18 anys, un 4,8% entre 18 i 24, un 31,6% entre 25 i 44, un 17,6% de 45 a 60 i un 18,7% 65 anys o més.
L'edat mediana era de 37 anys. Per cada 100 dones de 18 o més anys hi havia 119,4 homes.
La renda mediana per habitatge era de 34.250 $ i la renda mediana per família de 35.417 $. Els homes tenien una renda mediana de 26.875 $ mentre que les dones 23.333 $. La renda per capita de la població era de 15.094 $. Aproximadament l'11,1% de les famílies i el 9,3% de la població estaven per davall del llindar de pobresa.

## Poblacions més properes
El següent diagrama mostra les poblacions més properes.